# گوزنیان جهان قدیم
گوزنیان جهان قدیم (نام علمی: Cervinae) نام یک زیرخانواده از تیره گوزن است.